# 鹅湖镇 (无锡市)
鹅湖镇，位于无锡市锡山区东南部，由蕩口、甘露两镇于2004年合并而成。东面与苏州市相城区接壤，北面与常熟市交界，距无锡市区30公里左右。全镇总面积54.7平方公里，境内地势平坦，河网密布，是典型的江南水乡古镇。2006年总人口6.6万人，其中外来人口1.9万人。下辖鹅湖村、青蕩村、三新村、圆通村、新桥村、圩厍村、群联村、蔡湾村、燕水庄村、彩桥村、松芝村11个行政村和人民路居委，青虹路居委2个居委会。
东部有淡水湖泊鹅湖，也称鹅真蕩，水面面积8000亩，是江南地区生态保护较为完整的区域之一。但近些年来的工业化和人为的破坏也带来了环境的恶化。水产业较发达，出产青鱼、鲢鱼等。工业方面彩色印刷业较发达，號稱“彩印之乡”。2007年财政收入2.62亿元。
历史上近代数学家华蘅芳、漫画家华君武、国学大师钱穆、物理学家钱伟长、音乐家王莘、華秋蘋等來自當地。不少明清古建筑群保存较完好，是锡山区唯一的“江苏省历史文化名镇”。